# Stupnjevi liturgijskih slavlja u Katoličkoj Crkvi
U Katoličkoj Crkvi liturgijska slavlja dijele se u tri stupnja, obično tiskano u obliku tablice.
| I. stupanj (Svetkovine): |
| --- |
| Uskrs; Božić (Rođenje Gospodnje); Bogojavljenje (Tri kralja); Uzašašće; Duhovi (Pedesetnica); Dani vazmene osmine; Presveto Trojstvo; Tijelovo; Srce Isusovo; Krist Kralj; Blagovijest (Navještenje Gospodnje); Bezgrešno Začeće BDM; Uznesenje BDM (Velika Gospa); Svi Sveti; Sveti Josip (Zaručnik BDM); Sv. Petar i Pavao; Rođenje Sv. Ivana Krstitelja; Vlastite svetkovine (svetkovina glavna zaštitnika mjesta ili grada (slavlje obvezujuće i za redovničke zajednice); svetkovina posvete i godišnjice posvete vlastite crkve; svetkovina naslovnika vlastite crkve i svetkovina naslovnika, utemeljitelja ili glavnog zaštitnika reda ili družbe). |
| II. stupanj (Blagdani): |
| Sveta Obitelj; Krštenje Gospodinovo; Prikazanje Gospodinovo (Svijećnica); Preobraženje Gospodinovo; Blagdani Blažene Djevice Marije i svetaca u liturgijskom kalendaru; Vlastiti blagdani (glavni zaštitnik biskupije, kraja ili naroda i drugi vlastiti blagdani mjesne Crkve); |
| III. stupanj (Spomendani): |
| Slavlja označena u liturgijskom kalendaru kao „spomen”; vlastiti spomendani mjesne Crkve. |

Pored gornjeg stupnjevanja postoje nedjelje i dani čija je liturgija određena propisima liturgijskog razdoblja.
Ako u isti dan pada više slavlja odabire se ono koje je više po stupnju. Oni se ne moraju poklapati s gornjim stupnjevanjem. Ipak se svetkovine, potisnute nekim drugim liturgijskim danom višega stupnja, prenose na neki drugi dan (prvi sljedeći ili prethodni).

## Unutarnje poveznice
- Liturgijska godina
- Opći rimski kalendar